# Palaiologische Renaissance
Mit Palaiologische Renaissance wird die Spätphase der byzantinischen Kunst bezeichnet und dauert von der Eroberung von Konstantinopel 1204 bis zum Untergang des Byzantinischen Reiches 1453. Sie umfasst die Zeit des lateinischen Interregnums (1204–1261) sowie die Dynastie der Palaiologen (1261–1453) und setzt sich dann vor allem in der Malerei noch bis in das 17. Jahrhundert auf dem Balkan, in Russland und Kreta fort. El Greco stammte aus Kreta und lernte dort das Handwerk eines orthodoxen Ikonenmalers. Durch die Internationalisierung der Byzantinischen Kunst und deren Vermittlung in die slawischen Länder (Bulgarien, Serbien, Russland) öffnete sich die byzantinische Kunst neuen Strömungen, die sowohl in der Malerei wie der Architektur zu einer reichen Blüte führte.
Zu den herausragenden Kunstwerken der Palaiologischen Renaissance gehören die durch ihren Humanismus und Realitätssinn geprägten Fresken des 13. Jahrhunderts (Bojana, Studenica, Sopoćani und Mileševa), die Mosaiken der Empore der Hagia Sophia und die Malereien und Mosaiken der Chora-Kirche in Konstantinopel. Die Fresken des frühen 15. Jahrhunderts von Kalenić, Manasija und der Pantanasija in Mistra sowie die Ikonen von Andrei Rubljow zeigen weitere Entwicklungen der Palaiologischen Renaissance, die in den Balkanländern durch die äußere Prachtentfaltung, in den nördlichen russischen Ländern die vergeistigte Kunst Rubljows und den asketischen Stils Theophanes des Griechen geprägt sind.

## Galerie

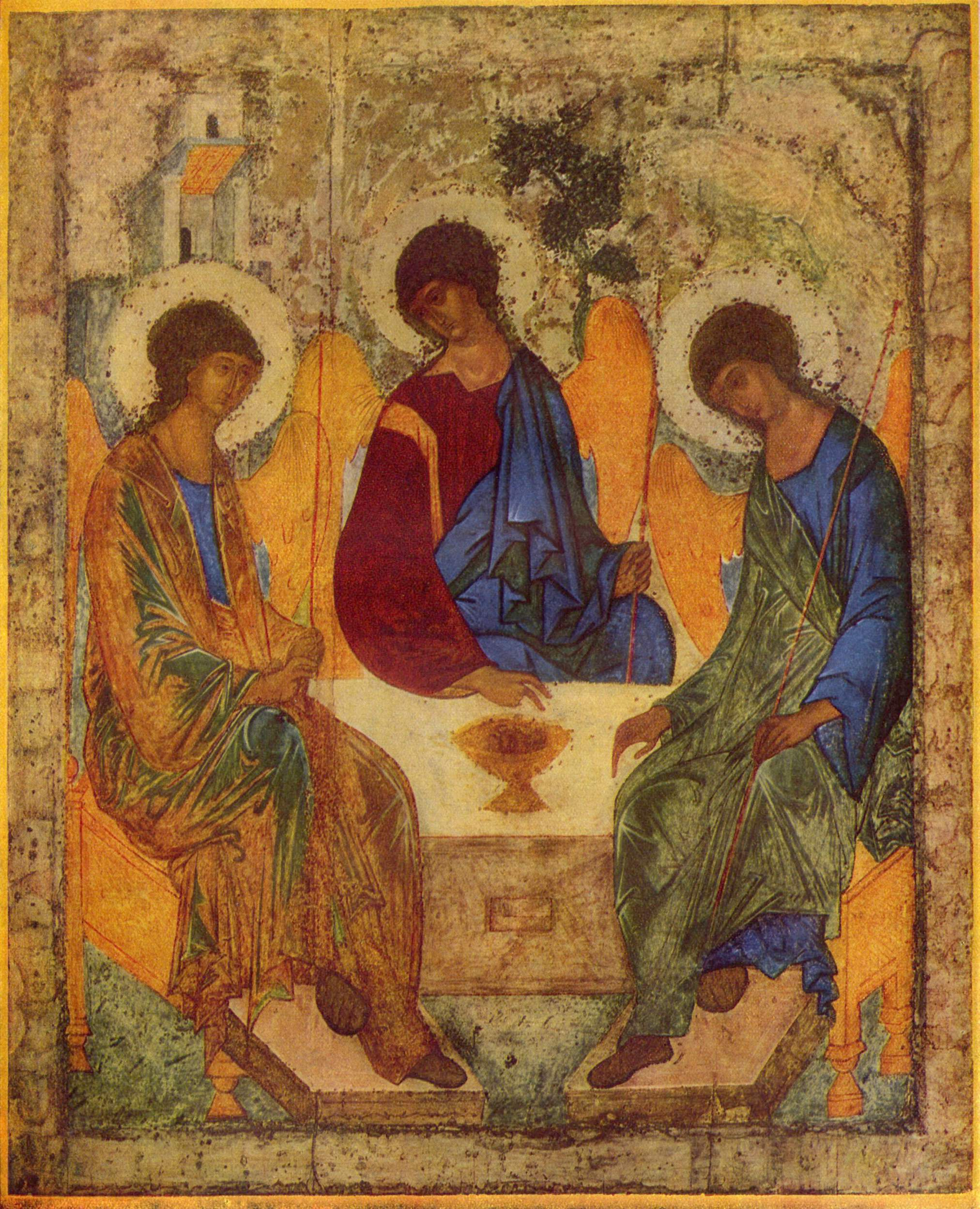
Andrei Rubljow: Ikone der Heiligen Dreifaltigkeit
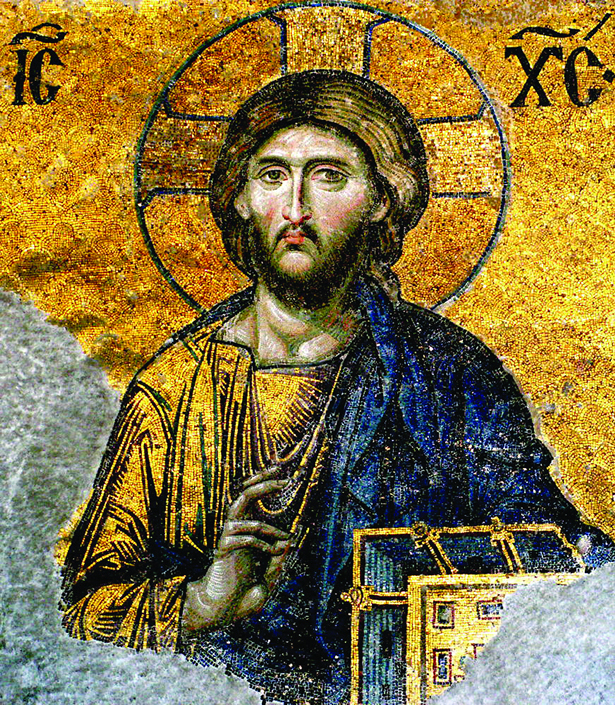
Jesus Christus aus dem Deësis-Mosaik der Hagia Sophia, 1261
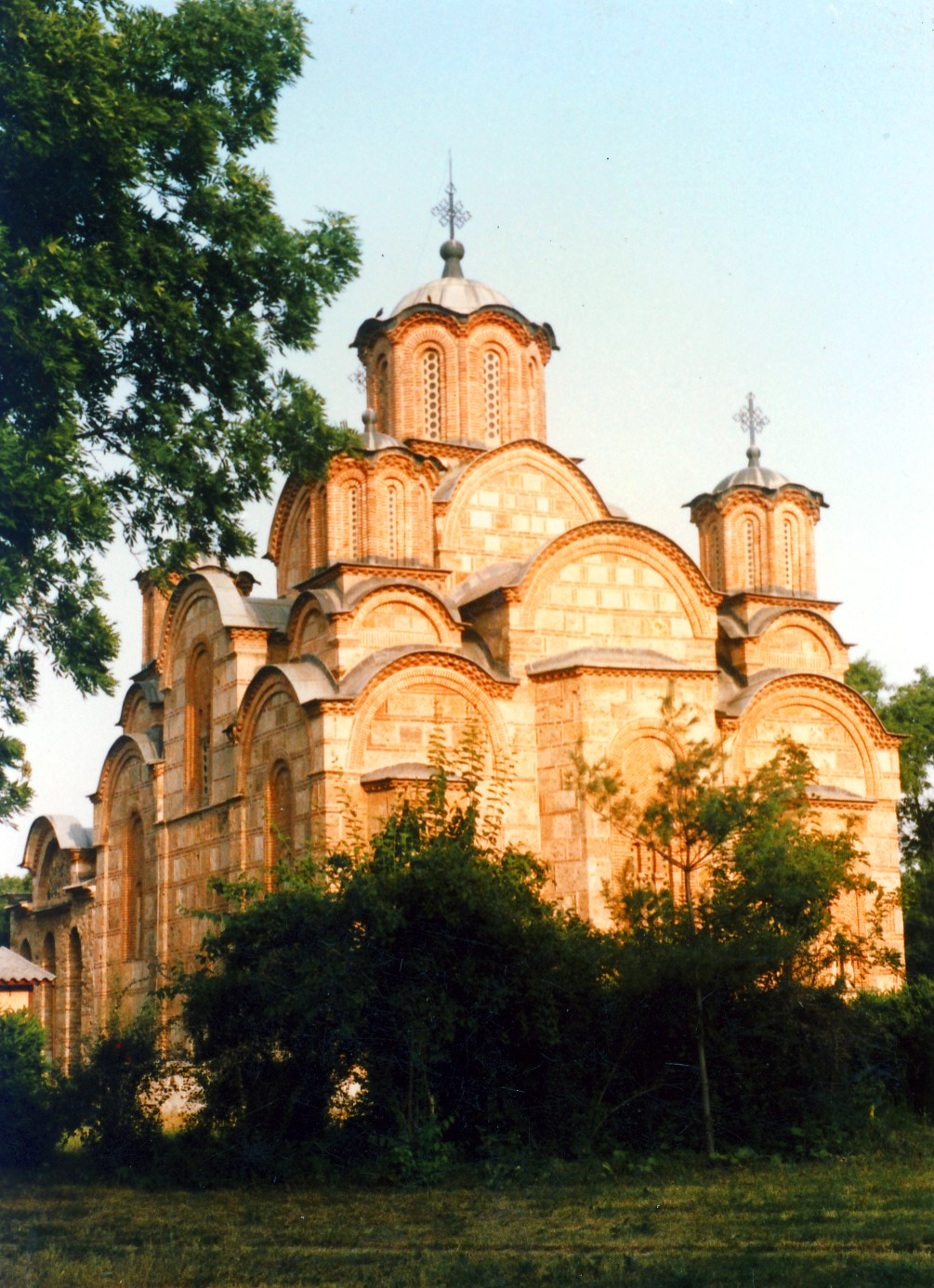
Fünfkuppel Kreuzkuppelkirche, Kloster Gračanica, erste Hälfte 14. Jahrhundert
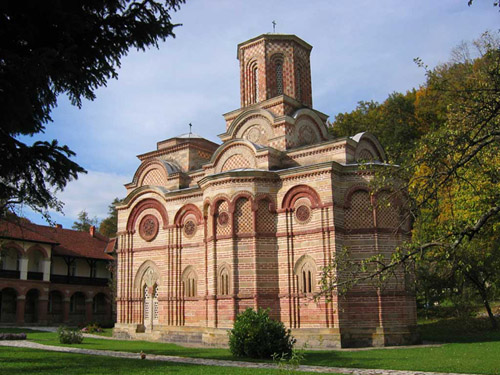
Kloster Kalenić, spätbyzantinischer Trikonchonos, nach 1407
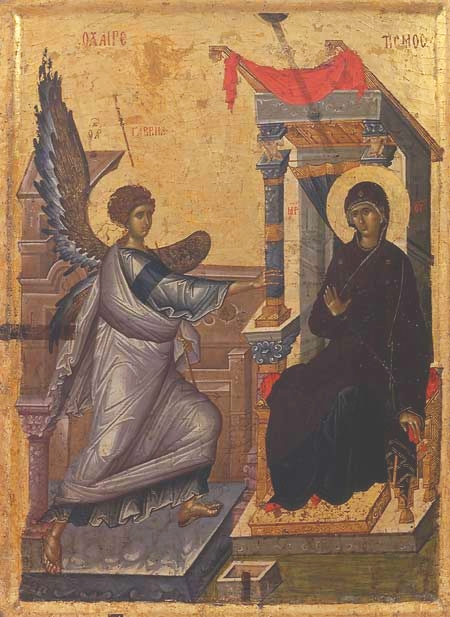
Byzantinische Doppelikone (Konstantinopel Anfang 14. Jahrhundert) mit der Verkündung. Ohrid Ikonenmuseeum
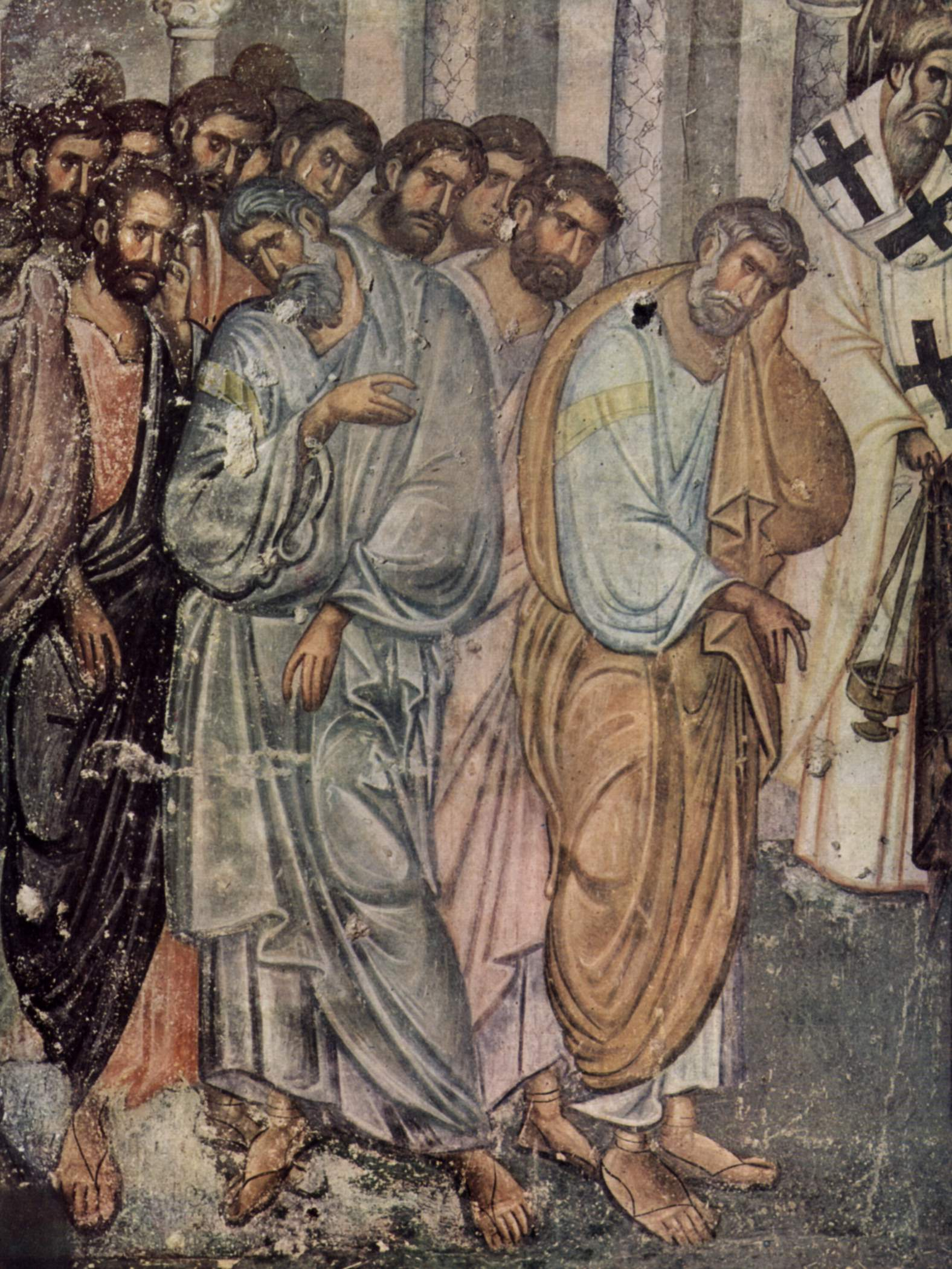
Ausschnitt der Evangelisten des Monumentalfresko Entschlafung Mutter Gottes, Sopocani, 13. Jahrhundert
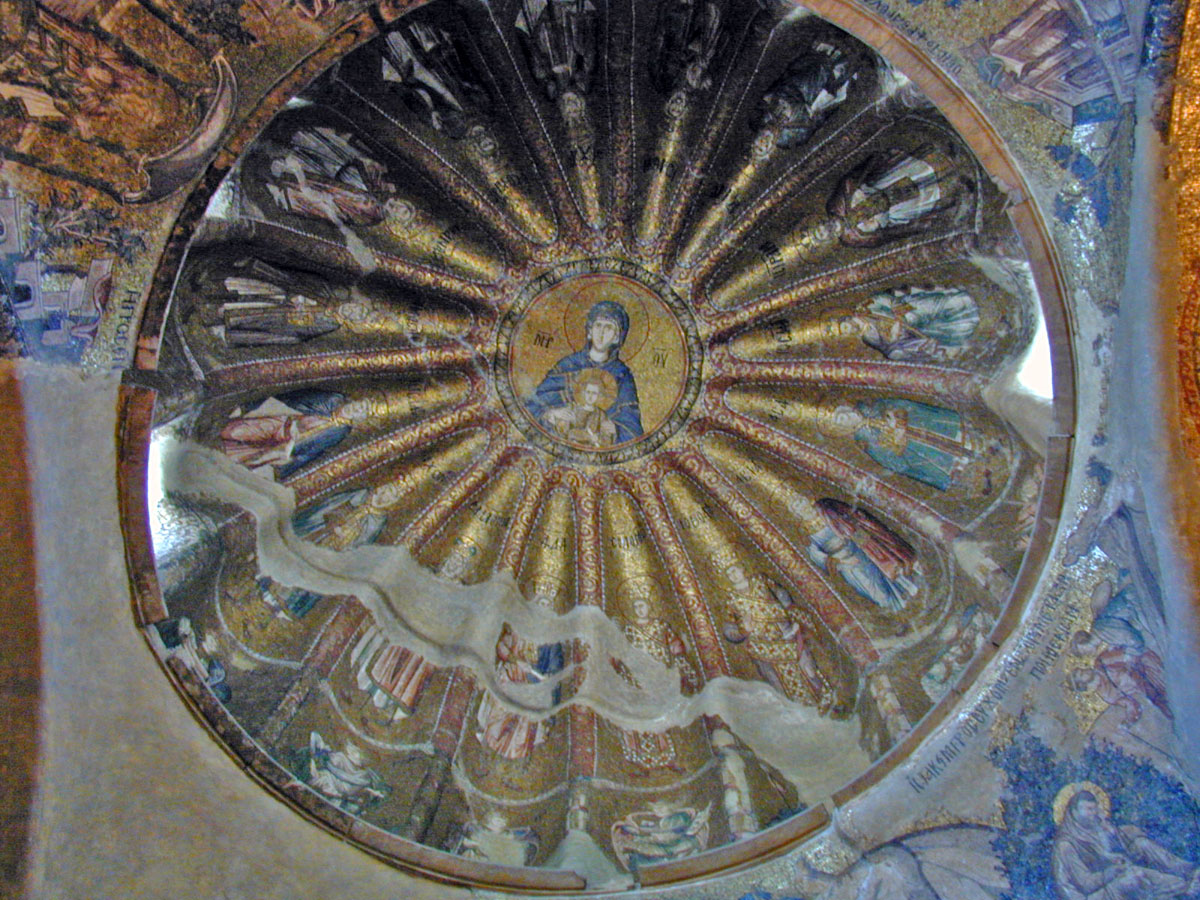
Mosaik mit der Jungfrau mit Kind, Nordkuppel im Esonarthex der Chora-Kirche
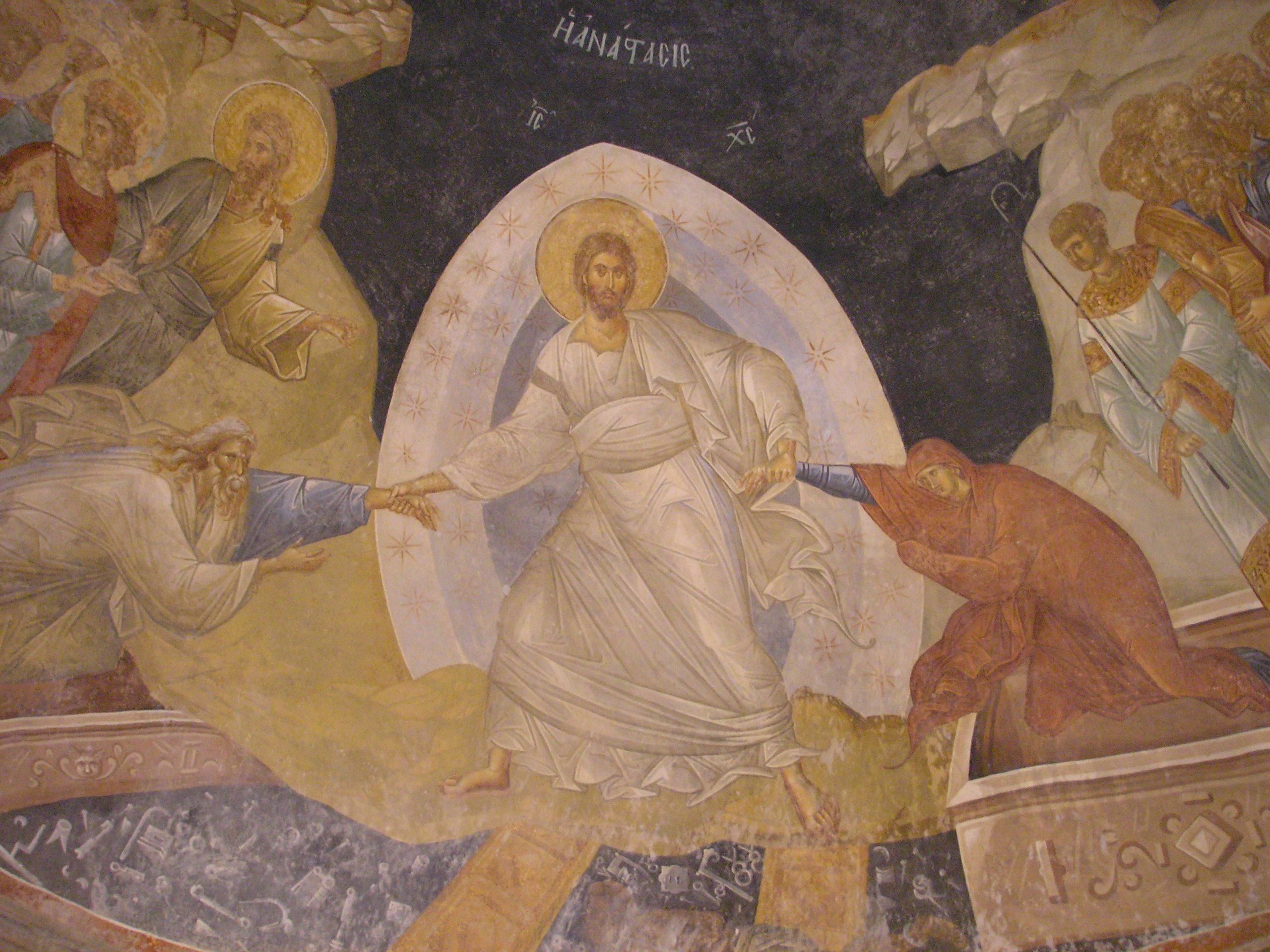
Fresko der Anastasis, Chora-Kirche